# Tatort: Totenstille
Totenstille ist ein Fernsehfilm aus der Fernseh-Kriminalreihe Tatort. Der vom Saarländischen Rundfunk (SR) produzierte Film wurde am 24. Januar 2016 von den Sendern Das Erste und SRF 1 erstmals ausgestrahlt. Er ist die 972. Folge der Tatort-Reihe und der fünfte Fall mit dem von Devid Striesow und Elisabeth Brück dargestellten Ermittlerduo Stellbrink und Marx. Regie führte zum dritten Mal in der Filmreihe Zoltan Spirandelli, das Drehbuch schrieben Peter Probst und Julia Probst.

## Handlung
Im Hotel „Saarbrücker Hof“ trifft sich eine Trauergesellschaft nach der Beerdigung von Hans Albert Reichert, dem Leiter einer Gehörlosenschule. Während hier des Verstorbenen gedacht wird, kommt in einem der Hotelzimmer Ruth Collignon bei einem intensiven Sexabenteuer mit ihrem Exmann, Georg Weilhammer, zu Tode. Weilhammer verlässt daraufhin das Zimmer und ruft in seiner Not seinen Cousin an, da er nicht weiß, was er nun tun soll. Würde er den Vorfall der Polizei melden, würde seine jetzige Ehefrau dies erfahren, was er auf keinen Fall riskieren will. Bei seinem Telefonat wird er zufällig von dem gehörlosen Ben Lehner beobachtet, der kurz die Trauergesellschaft verlassen hatte und das Gespräch verstehen kann.
Einige Stunden später wird Collignons Leiche am Saarufer gefunden. Nachdem die Identität ermittelt werden kann, findet Kommissar Stellbrink auch schnell die Spur zum „Saarbrücker Hof“, dort jedoch keinen Hinweis auf eine zweite Person. Alle verräterischen Spuren wurden beseitigt und selbst die Überwachungskamera außer Betrieb gesetzt. So erhofft sich Stellbrink Hinweise von den Hotelgästen und sucht die Familie Reichert auf, was ihn jedoch auch nicht viel weiter bringt.
Ben Lehner versucht nun, Georg Weilhammer zu erpressen. Über ein Internetportal kann er den Architekten ausfindig machen und fordert via SMS Geld für sein Schweigen. Er will seiner ebenfalls gehörlosen Freundin Ambra Reichert damit ein Studium in den USA finanzieren. Lehner ahnt nicht, dass Weilhammer einen GPS-Sender mit in dem Geldumschlag versteckt hat. Am nächsten Morgen findet Lehner Ambra erwürgt vor der Hütte am See, wo sie übernachtet hatten, und verdächtigt sofort Weilhammer. Er flüchtet und vertraut sich Ambras Bruder Marc an. Dieser ermutigt ihn, den Mann nun erst recht „bluten“ zu lassen.
Kommissar Stellbrink ist erstaunt, dass ihn dieser zweite Todesfall wieder zur Familie Reichert führt. Von Ambras Mutter erfährt er von ihrem Freund Ben Lehner, den er für tatverdächtig hält und festnimmt. Die Vernehmung gestaltet sich aufgrund der Gehörlosigkeit schwierig, sodass sich der Kommissar von einer Dolmetscherin helfen lässt. Lehner leugnet irgendetwas mit dem Tod seiner Freundin zu tun zu haben. So ermittelt Stellbrink im Umfeld der Reicherts und stellt dabei fest, dass Ambras Bruder Marc ein etwas gestörtes Verhältnis zu seiner Familie hat. Aus Frust, immer der „armen“ gehörlosen Schwester gegenüber benachteiligt zu werden, ist er zeitig ins Ausland gegangen und hatte sogar in der Fremdenlegion gedient.
Nachdem sich herausstellt, dass Weilhammer nicht direkt für den Tod seiner Exfrau verantwortlich ist und auch Ambra nicht getötet hat, sondern nur sein Geld zurück wollte, fällt ein starker Verdacht auf Marc Reichert. Stellbrink erfährt von Ambras Mutter, dass Marc mit ihr gesprochen hatte. Er wollte mit seiner Schwester reden, da es Unstimmigkeiten über das Erbe gab. Ambra sei auf Marc losgegangen und im Streit sei sie zu Tode gekommen.
Marc Reichert kann an der Grenze nach Polen festgenommen werden, als er versucht, sich der Verantwortung zu entziehen und sich in die Ukraine abzusetzen.

## Hintergrund
Der Tatort Totenstille wurde vom 2. bis zum 30. September 2015 in Saarbrücken und Umgebung gedreht. Die Tatort-Folge ist eine Produktion der ProSaar Medienproduktion für den Saarländischen Rundfunk. 
Am Drehbuch hat die gehörlose Bloggerin Julia Probst mitgearbeitet und auch die Fachberatung dafür geliefert. Die Figur des gehörlosen Lippenlesers Ben Lehner basiert stark auf ihrer Person, da sie als Lippenleserin bei den Fußballspielen große Bekanntheit erlangte. Zwischen Peter Probst und Julia Probst besteht keine Verwandtschaft, der gleiche Nachname ist ein Zufall.
Die Rolle des Ben Lehner wird von dem Schauspieler Benjamin Piwko übernommen, der ebenso wie Jessica Jaksa und Kassandra Wedel im wahren Leben gehörlos ist.

## Rezeption

### Einschaltquoten
Die Erstausstrahlung von Totenstille wurde am 24. Januar 2016 in Deutschland von insgesamt 9,69  Millionen Zuschauern gesehen und erreichte einen Marktanteil von 25,8 Prozent für Das Erste.

### Kritik
Roger Tell von tittelbach.tv bewertet diesen Tatort als „Ein ungewöhnlicher Krimi, der in zwei Welten spielt und inszenatorisch mit diesen spielt. Doch nach schwachem Einstieg und leichter Steigerung ist der fünfte Saar-‚Tatort‘ leider immer noch nicht der erhoffte Befreiungsschlag für Devid Striesow als Kommissar Stellbrink. Man hat zwar sichtbar am Team gearbeitet, doch man hat sich nicht für harte Einschnitte entschieden. Leider!“ Zusammenfassend vergab Tittelbach drei von sechs möglichen Punkten.
Bei der Frankfurter Allgemeinen kritisiert Oliver Tolmein und meint, dieser Tatort wäre: „voller Zwischentöne: Zwischen Gehörlosen und Hörenden scheitert die Kommunikation oft auch an kulturellen Barrieren. Das ist mit so viel Witz und Tempo erzählt, dass auch die flaue Auflösung kaum stört.“
Christian Buß bei Spiegel Online findet: „Leider vertraut dieser ‚Tatort‘, der sich einfühlsam und verständig, lässig und sogar ein bisschen sexy gibt, kaum dem Repertoire an Ausdrucksmöglichkeiten, das ein Gehörlosen-Krimi bereithalten könnte. Es sei denn, man hält es für einen Beweis von großem Einfühlungsvermögen, wenn sich Kriminalhauptkommissar Jens Stellbrink (Devid Striesow) nachts auf seiner Dachterrasse die Ohren zuhält, um Taubheit zu simulieren. Klar, so fühlt sich Gehörlosigkeit für Klein-Doofi an: Nix verstehen!“
Holger Gertz von der Sueddeutsche.de urteilt ähnlich und meint: „Was diesen Tatort von Zoltan Spirandelli und Autor Peter Probst dann zunehmend zäh macht, ist einerseits die spezielle Kommunikation. Eine Dolmetscherin wird in den Gesprächen zwischengeschaltet, das bremst natürlich, und gerade bei dieser Konstellation braucht man eine umso klarere Geschichte. Diese hier aber franst aus, es geht schließlich um Afghanistan und Syrien und die Ukraine, die Welt steht in Flammen wie Stellbrinks großes Herz. Ein Tatort also über verschiedene Arten des Sich-Verstehens. Und am Ende schauen sich alle ratlos an.“